# ادوارد مایبریج

چهار نعل رفتن اسب، متحرک با استفاده از عکس‌های متعدد، توسط مایبریج

ادوارد مایبریج (به انگلیسی: Eadweard Muybridge) با نام اصلی ادوارد جیمز ماگریج، عکاس اهل انگلستان بود. وی در سال ۱۸۳۰ میلادی در شهر کینگستون آپون تیمز انگلستان زاده شد. وی عکاسی حرکت‌نگار بود.
مایبریج در ۱۸۶۷ نخستین مجموعهٔ عکس خود را با عنوان «مناظر دره یوسمیتی» منتشر ساخت. از موفقیت‌های مایبریج می‌توان به دستیابی به نخستین کاربرد صفحه خشک، ساخت دستگاه زئوپراکسیسکوپ و دارا بودن کامل‌ترین بایگانی موجود از تصاویر حرکات حیوانات اشاره کرد.